# 义民纪念碑
义民纪念碑，位于中国广东省佛山市南海区狮山镇，为一处近代史迹。1994年7月5日，列入南海市文物保护单位；2006年，列入佛山市文物保护单位。